# 第45航空・防空軍 (ロシア航空宇宙軍)
第45航空・防空軍（だいよんじゅうごこうくうぼうくうぐん）は、軍管区でもある北方艦隊の一部であった。北方艦隊の航空部門を担当している。本部はセヴェロモルスクにある。

## 歴史
北方艦隊の第45航空・防空軍は、2015年12月よりロシア連邦大統領の命令に基づいて、北極海などを管轄している。
第45航空・防空軍はシリアでのロシアの軍事作戦に参加した。2016年11月から12月にかけて、航空母艦「アドミラル・クズネツォフ」から、パイロットは捜索救助と航空輸送支援の任務を遂行するために420回の出撃、750回の出撃を行った。1000以上のテロ施設が破壊された。
2018年、北方艦隊は北極圏での空中哨戒を再開した。
2019年2月、ロシア国防省は北方艦隊の戦闘力を大幅に強化し、ムルマンスクにMiG-31戦闘機迎撃機の2つの戦隊を配備する計画であることが判明した。
2023年には北方艦隊が軍管区ではなくなり第45航空・防空軍の多くの部隊は北方艦隊混成航空隊となった。残りの部隊はレニングラード軍管区に移管される。

## 司令官
- アレクサンダー・オトロシェンコ中将